# Pavlov (okres Žďár nad Sázavou)
Pavlov (německy Pawlow) je obec v okrese Žďár nad Sázavou v Kraji Vysočina. Žije zde 343 obyvatel.

## Části obce
- Pavlov
- Starý Telečkov

## Historie
První písemná zmínka o obci pochází z roku 1370. Kostel sv. Jakuba a Filipa pochází ze 13. století. V čp. 18 bývala rychta, v domě čp. 59 kovárna.

## Obyvatelstvo
| Rok            | 1869 | 1880 | 1890 | 1900 | 1910 | 1921 | 1930 |      |
| Počet obyvatel | 508  | 584  | 578  | 546  | 488  | 496  | 513  |      |
| Rok            | 1950 | 1961 | 1970 | 1980 | 1991 | 2001 | 2006 | 2013 |
| Počet obyvatel | 411  | 403  | 384  | 356  | 362  | 329  | 332  | 327  |

## Školství
- Mateřská škola Pavlov

## Pamětihodnosti
- Kostel svatého Jakuba a Filipa, postaven na konci 13. století, v 15. století opevněn ohradní zdí s hranolovou věžovou branou, barokně přestavěn v roce 1792, z počátku 17. století pochází dřevěná kazatelna s plastikami čtyř evangelistů, věž dostavěna v 18. století (společně s farou).[5]
- pomník padlým v 1. světové válce

## Galerie

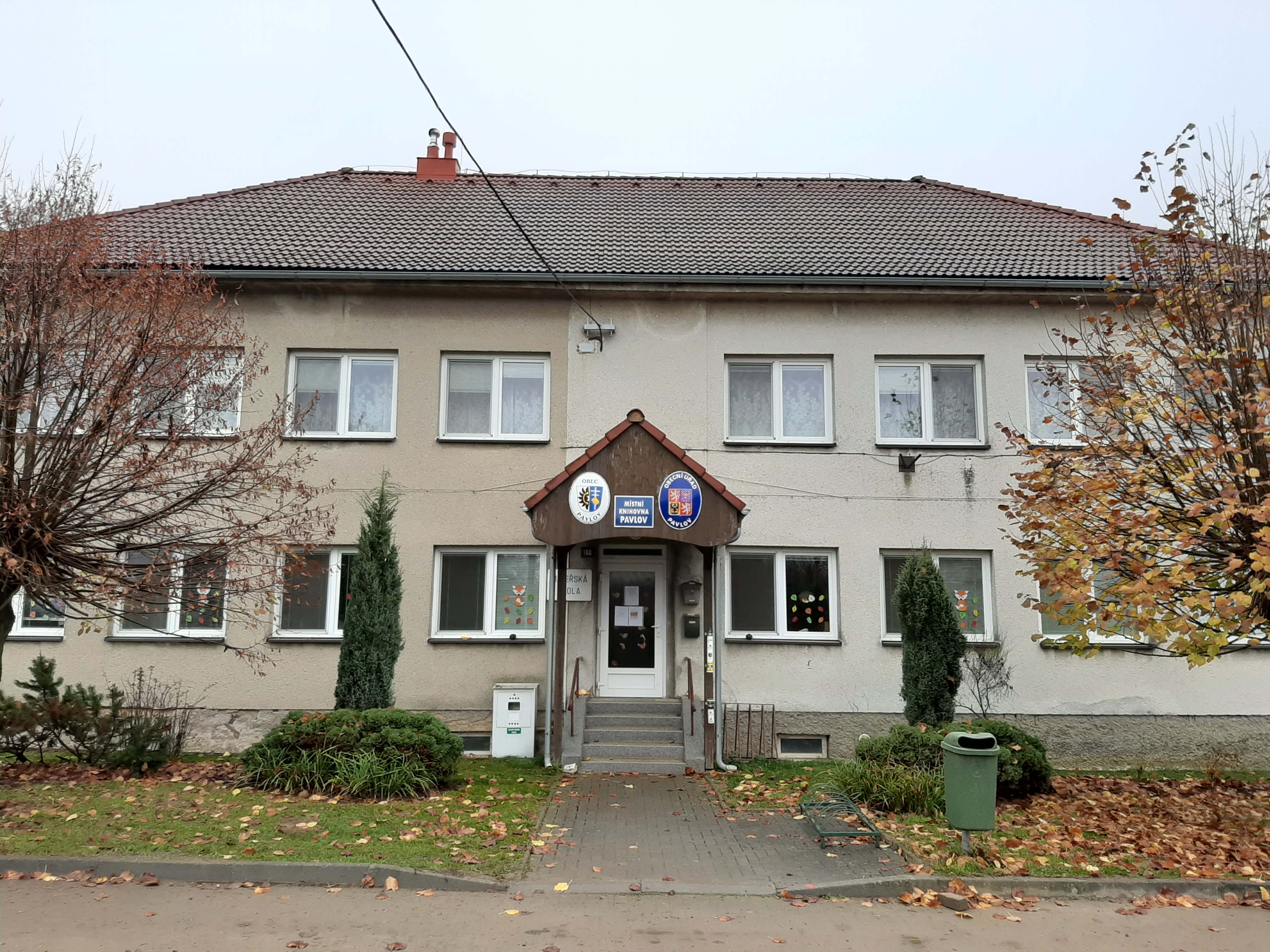
Obecní úřad a mateřská škola
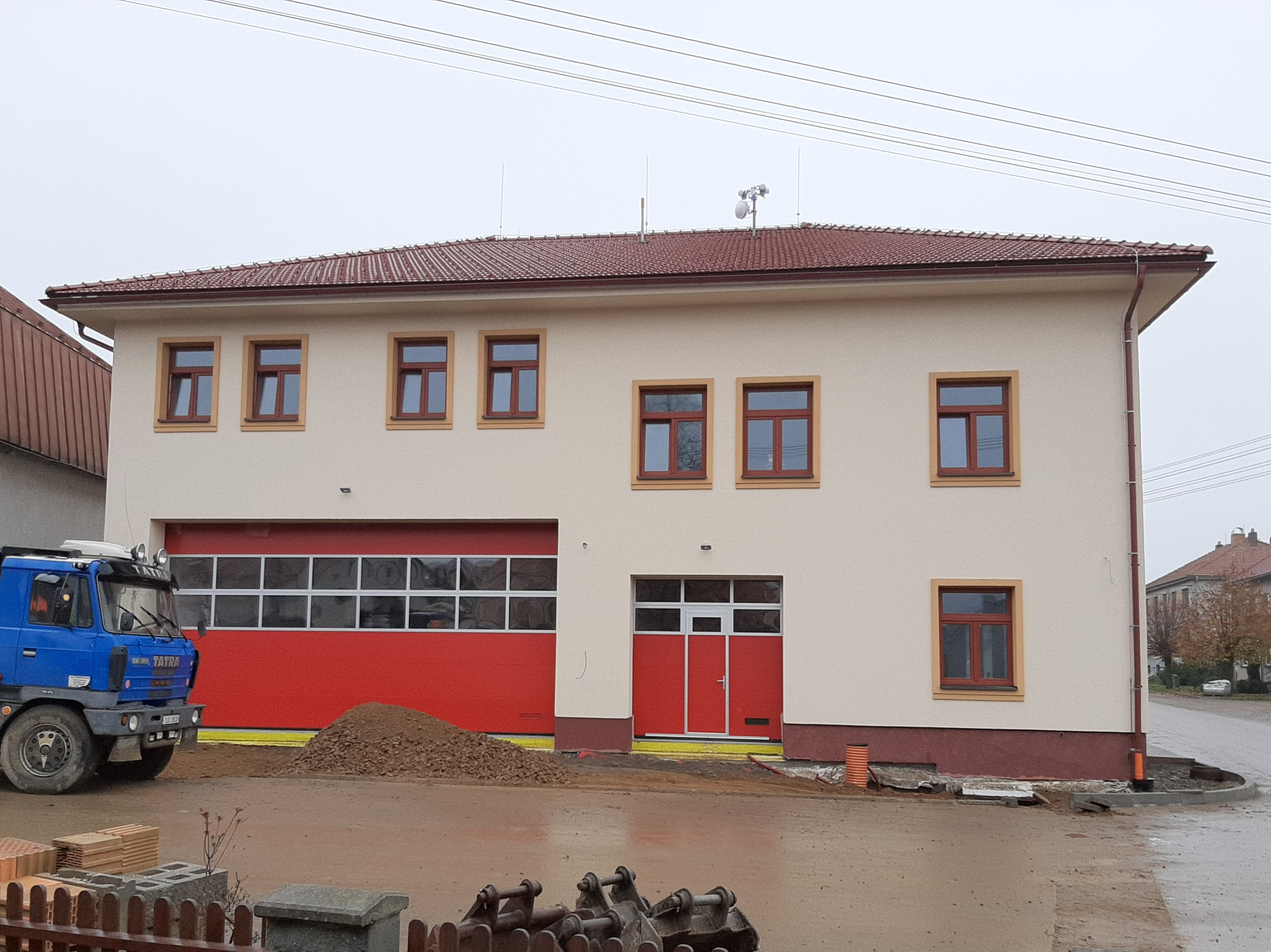
Hasičská zbrojnice
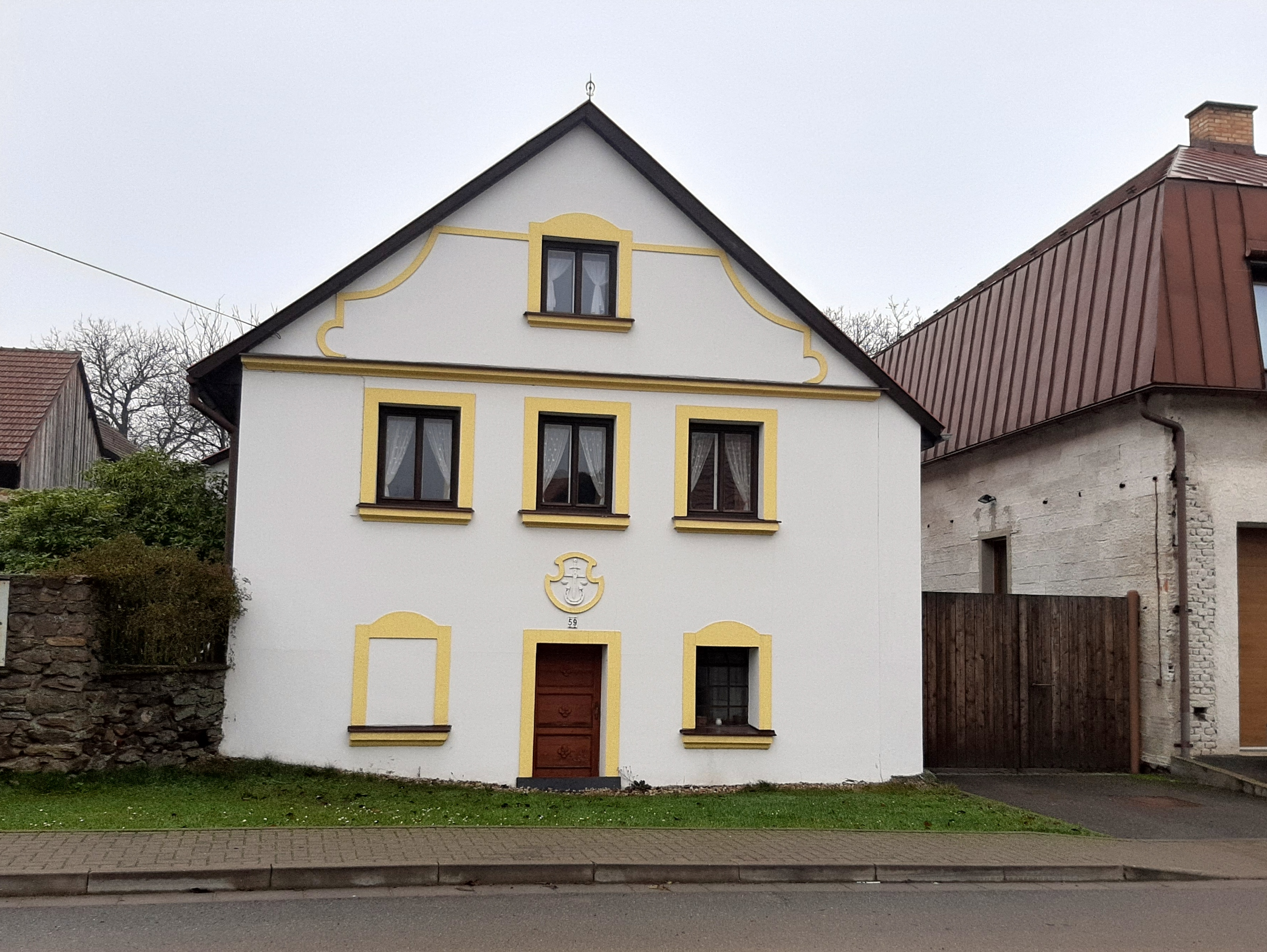
Bývalá kovárna čp. 59
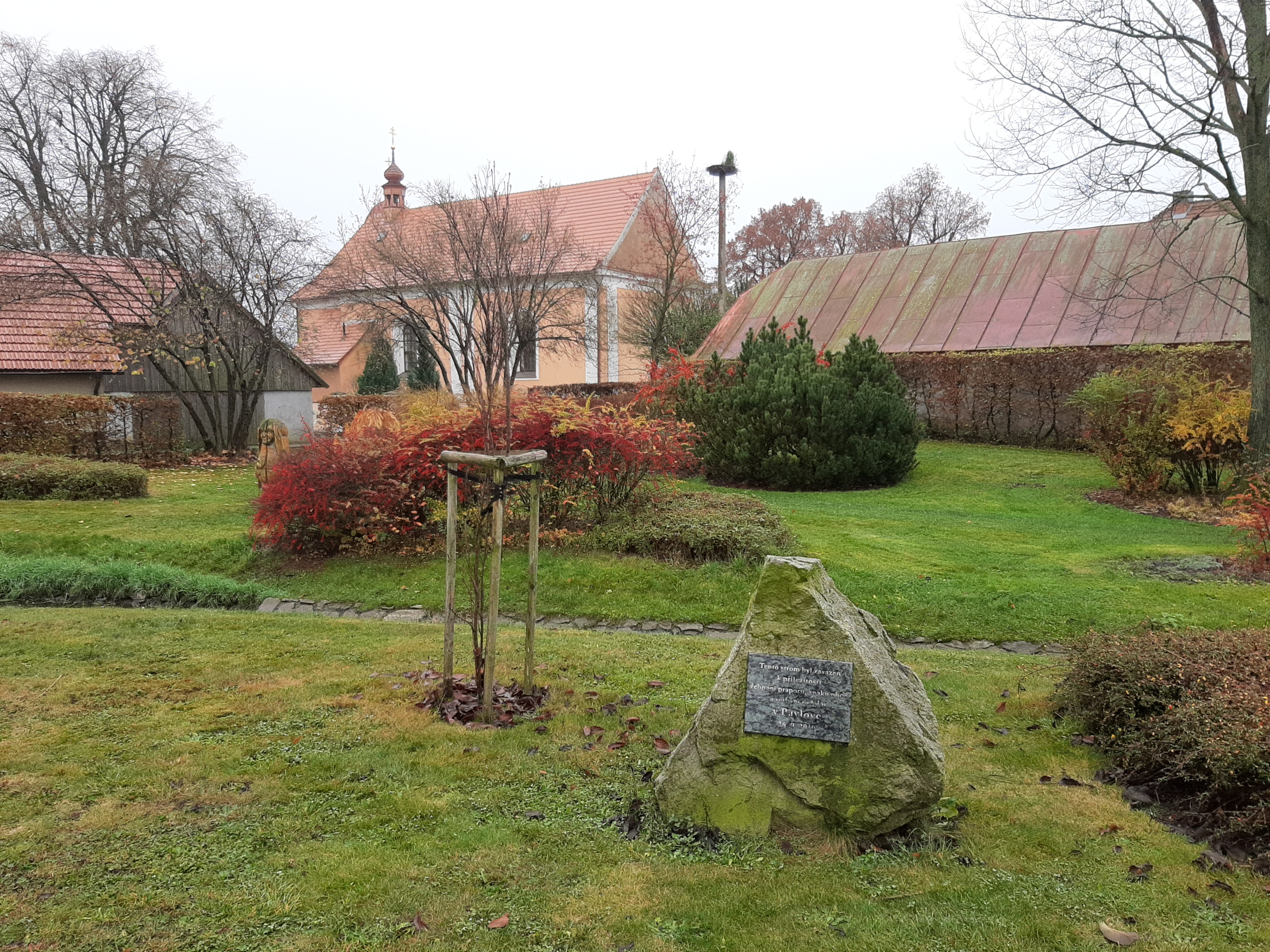
Parčík v centru obce
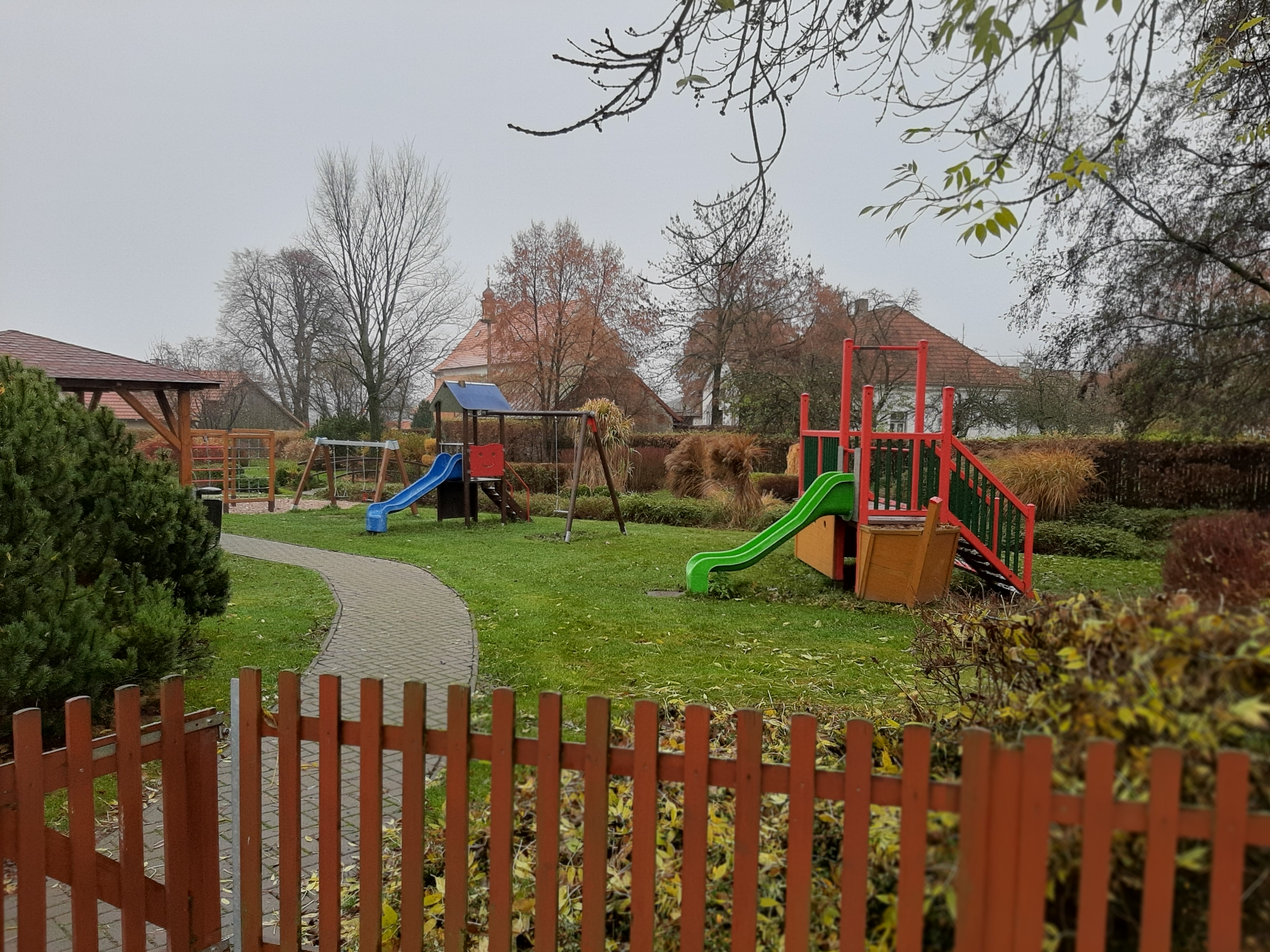
Dětské hřiště v parčíku
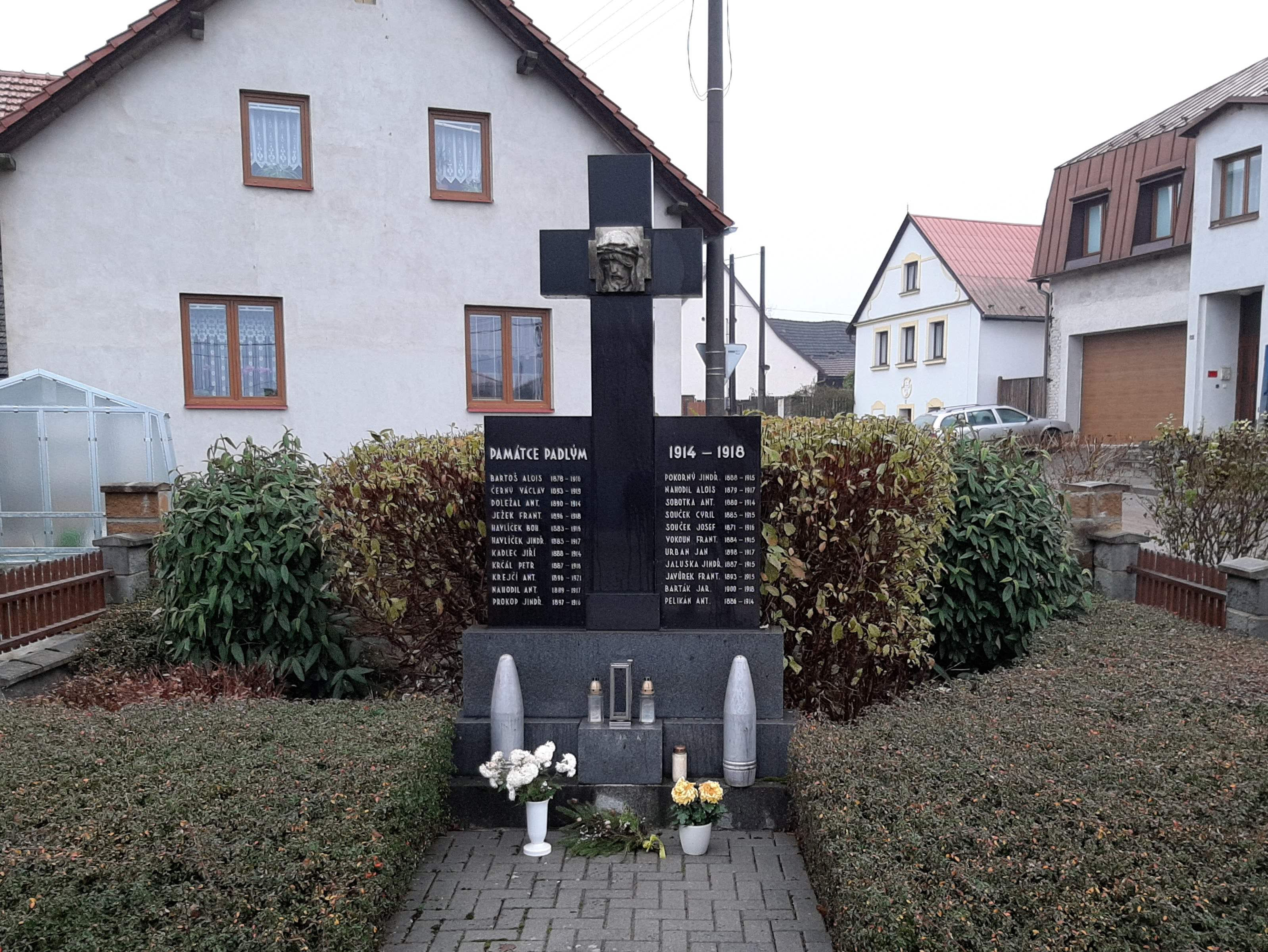
Pomník padlým
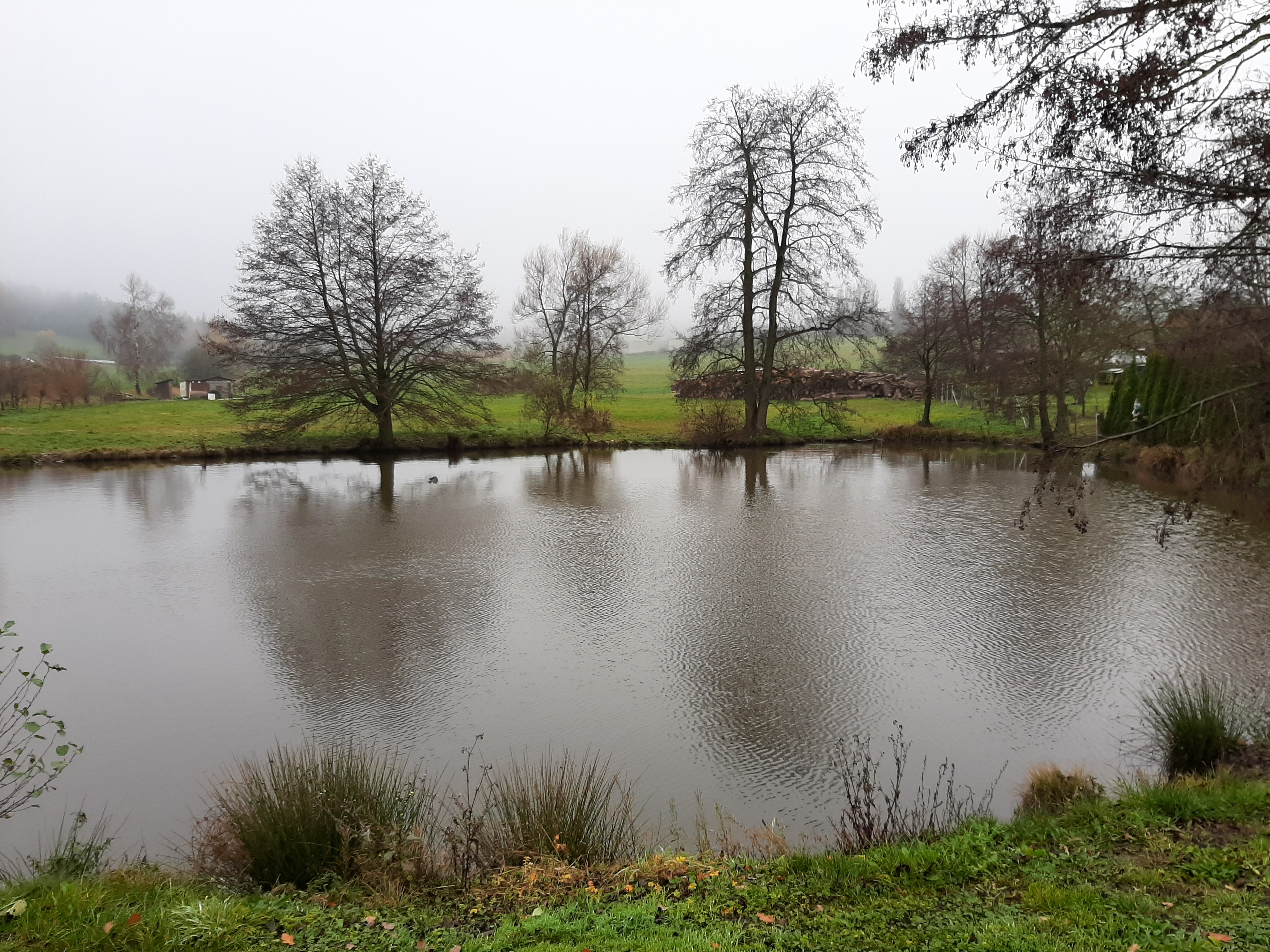
Rybníček na jihovýchodním okraji